# Куликівський заказник
Ку́ликівський заказник — ботанічний заказник місцевого значення в Україні. 
Розташований у межах Лебединського району Сумської області, біля південно-східної околиці села Голубівка. 

## Опис
Площа 1,9 га. Статус надано 28.04.2017 року. Перебуває у віданні ДП «Лебединський агролісгосп». 
Охороняється лісовий масив на боровій терасі річки Псел, що э залишком світлих дубових лісів. Тут виявлені популяції рідкісних видів рослин: осока піхвова, занесена до Червоної книги України, та регіонально рідкісні гвоздика стиснуточашечкова і ломиніс прямий. 
Має природоохоронне, наукове, рекреаційне та еколого-освітнє значення.

## Зображення

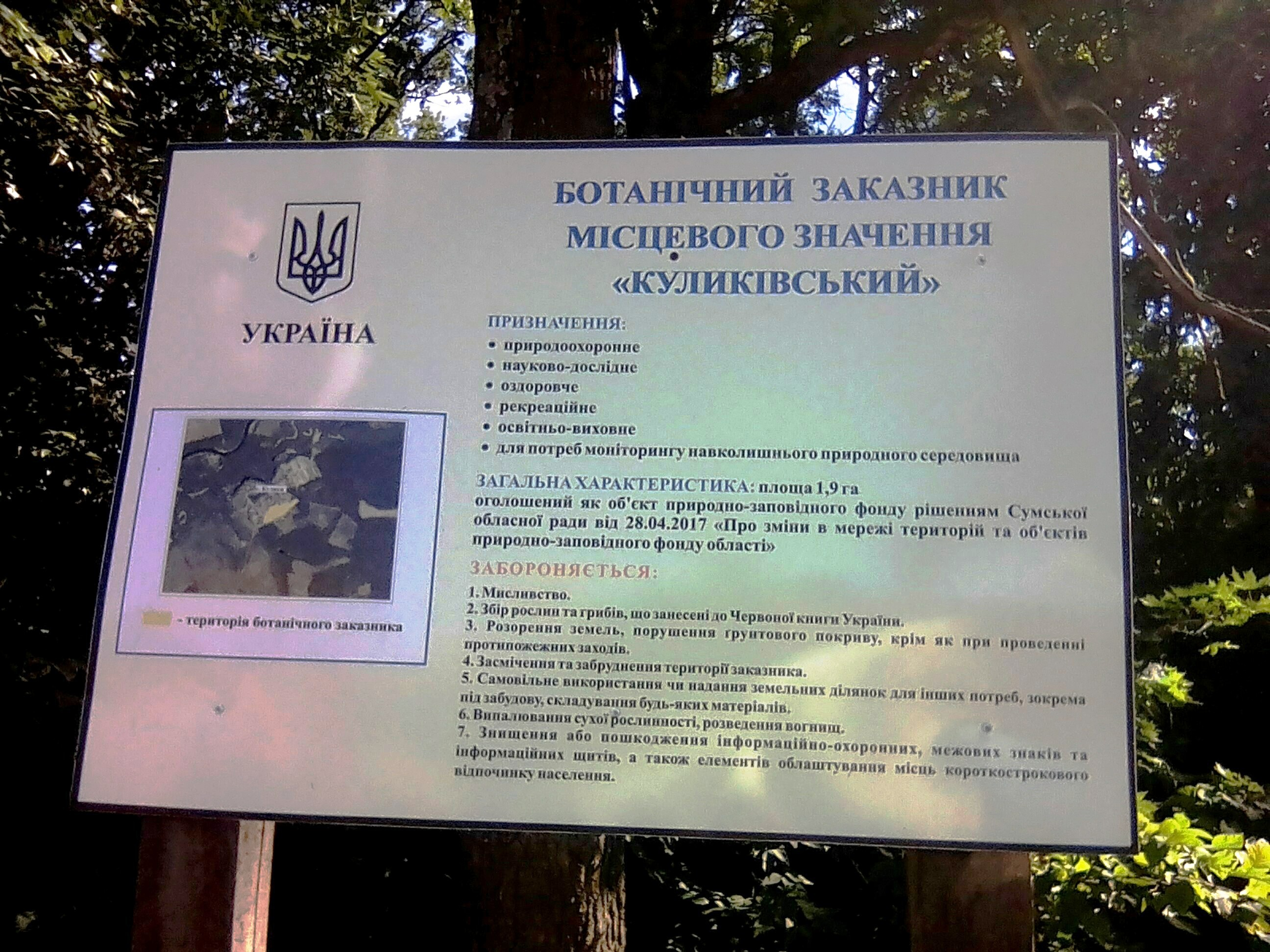
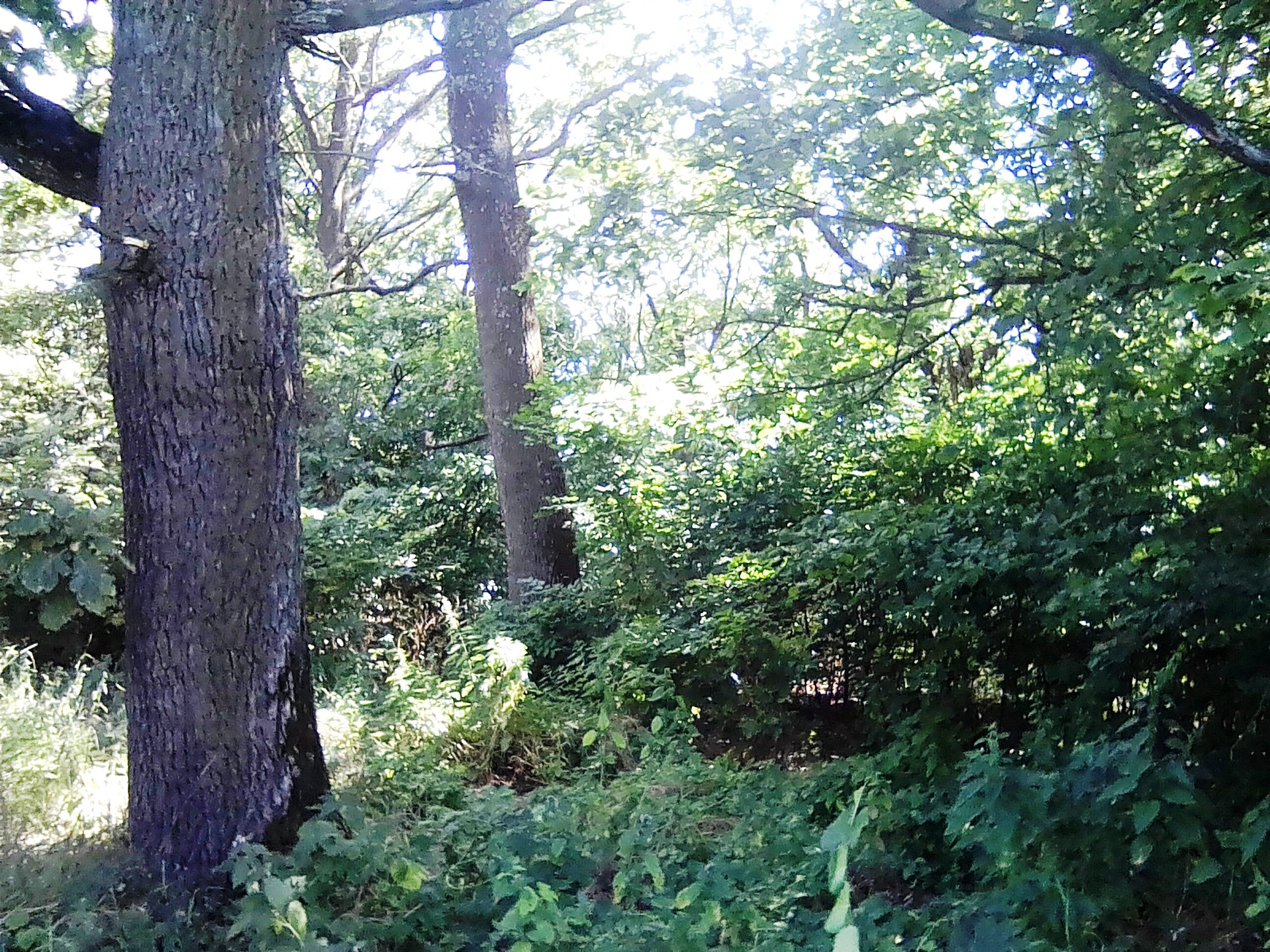
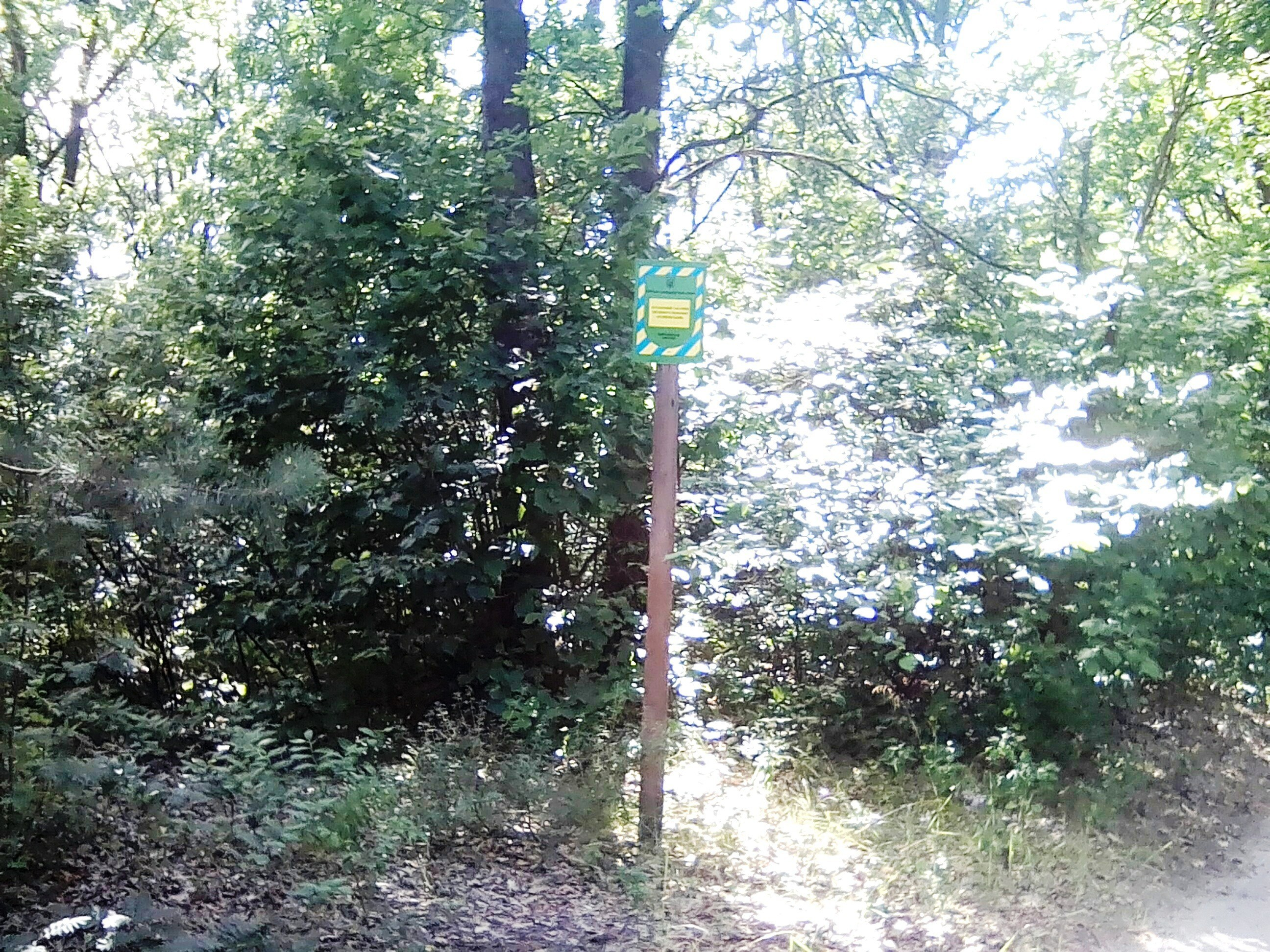